# Adele Anthony
Pour les articles homonymes, voir Anthony.
Adele Anthony, née le 1er octobre 1970 à Singapour, est une violoniste classique australienne d'origine singapourienne.

## Carrière
Après des études musicales à l'Université d'Adélaïde, elle remporte à l'âge de 13 ans le premier prix de l'ABC Symphony australia young performers awards en interprétant le Concerto pour violon de Sibelius. Elle s'impose ensuite dans le Carl Nielson international violon competition. Elle se perfectionne à la Juilliard School de New York avec Dorothy DeLay.
Elle a épousé le violoniste américain Gil Shaham. Elle a enregistré le concerto pour violon de Philip Glass, Tabula rasa d'Arvo Pärt, et le concerto pour violon  de Jean Sibelius.